# Jan Albertsz van Dam
Jan Albertsz van Dam (1670 - Hoorn, 7 februari 1746), was een achttiende-eeuwse wiskundige, astronoom, almanakberekenaar, landmeter, dichter, onderwijzer en vermaner. Hij was familie en leerling van Dirck Rembrantsz van Nierop. Tevens gaf hij tijdens zijn leven tal van boeken en brieven van Dirck Rembrantsz. opnieuw uit. In 1697 doceerde hij op aanbeveling van Nicolaes Witsen wiskunde en stuurmanskunst aan Tsaar Peter de Grote. Hij vestigde zich later in Hoorn waar de Tsaar hem in 1717 nogmaals zou bezoeken.
Van Dam schreef en werkte mee aan diverse almanakken. Bij de Amsterdams uitgever de wed. C. Stichter in Amsterdam verschenen de Enkhuyser almanak, de Burger-waght almanak en de Amsterdamse almanak. Bij de Dordtse uitgever Van Braam verschenen de Zierikzeese almanak, de Vlissingsze almanak en de Tergoesze almanak. De Rotterdamse almanak werd uitgegeven door N. van Leeuwen te Rotterdam en de Nieuwe Alkmaarder almanak door Jan van Beyeren te Alkmaar.
Hij vervaardigde als cartograaf kaarten voor het Kaartenboek van het Burgerlijk Weeshuis te Hoorn.